# Straßenlauf-Weltmeisterschaften 2023
Bei den 1. Straßenlauf-Weltmeisterschaften (offiziell: World Athletics Road Running Championships 2023) handelte es sich um eine Neuauflage der bereits zuvor existierenden Straßenlauf-Weltmeisterschaften, die ursprünglich nur über die Halbmarathondistanz ausgetragen wurden. Sie fanden vom 29. September bis zum 1. Oktober 2023 in der lettischen Hauptstadt Riga statt und beinhalteten, neben Entscheidungen im Halbmarathon, erstmals auch Entscheidungen im Meilenlauf und im 5-Kilometer-Straßenlauf. Zudem war für jede der Distanzen vorgesehen, dass Amateursportler aus der ganzen Welt an den Start gehen sollen.

## Vergabe und Konzept
Beim World Athletics Council-Meeting im Juli 2021 in Tokio wurde entschieden, dass Riga 2023 die ersten Straßenlauf-Weltmeisterschaften mit neuem Konzept austragen sollen. Ursprünglich sollten im November 2022 die Halbmarathon-Weltmeisterschaften im chinesischen Yangzhou stattfinden. Aufgrund der anhaltenden COVID-19-Pandemie mussten diese schließlich im Juli endgültig 2022 abgesagt werden. Dafür soll die Stadt nun in einigen Jahren die Straßenlauf-Weltmeisterschaften 2027 austragen.
2020 fanden im polnischen Gdynia die letzten Halbmarathon-Weltmeisterschaften statt. Die Wettkämpfe im Rahmen der Straßenlauf-Weltmeisterschaften sehen, neben Entscheidungen für Frauen und Männer im Halbmarathon, erstmals auch Wettkämpfe im Meilenlauf und im 5-Kilometer-Straßenlauf vor.

## Kriterien und Modi
Für den Marathon werden pro Geschlecht 50 Startplätze über Quotenplätze erworben. Pro Nation gibt es je nach Geschlecht maximal drei Quotenplätze zu gewinnen. Neben dem Einzel gibt es eine Teamwertung, wobei die drei zeitschnellsten (von maximal vier an den Start gehenden) Athleten pro Nation in die Wertung kommen. Deren Zeiten werden addiert. Anschließend gewinnt das Team mit der geringsten Gesamtzeit die Teamwertung. Im 5-Kilometer-Lauf werden pro Geschlecht 20 Quotenplätze vergeben, wobei jeweils maximal zwei für die dieselben Nation erworben dürfen. Die Quotenplätze werden anhand der Top 20 der Weltrangliste im 5000-Meter-Lauf vergeben. Für den Meilenlauf sind pro Geschlecht 24 Quotenplätze vorgesehen, wobei ebenfalls nur zwei Athleten für dieselbe Nation pro Geschlecht vergeben werden. Zur Vergabe der Plätze wird hierfür die Weltrangliste im 1500-Meter-Lauf herangezogen.
Neben den Wettkämpfen der Topathleten werden in allen drei Laufentscheidungen auch Amateursportler an den Start gehen. Diese sollen aus mehr als 100 Nationen stammen. Zudem ist für die Amateure ein Halbmarathon-Staffellauf geplant. Dabei gehen zwei Athleten in einem Team an den Start, wobei beide jeweils eine Hälfte, also gut 10 Kilometer, absolvieren.

## Streckenverlauf
Für den Halbmarathon wünschte man sich eine Strecke, die schnelle Zeiten ermöglicht. Der Start für den Halbmarathon und den 5-Kilometer-Lauf soll jeweils am Tor zur Rigaer Altstadt am rechten Flussufer der Düna liegen. Gleich nach dem Start wird über die Steinbrücke der Fluss überquert, ehe es auf der linken Flussseite ins westliche Stadtgebiet nach Pārdaugava geht. Der 5-Kilometer-Lauf wird entlang des Flusses nach Norden geführt, ehe es direkt bei der nächsten Brücke wieder zurück nach Osten in Richtung Altstadt geht. Die Runde am Westufer des Flusses ist für den Halbmarathon sehr viel größer angelegt und führt etwas weiter vom Fluss weg. Dennoch geht auch dieser Kurs über die Brücke zurück zur Altstadt. Für den 5-Kilometer-Lauf ist auf der Ostseite des Flusses noch eine kleine Schleife zu absolvieren, bevor es nach Süden in Richtung des Startpunktes auf die Zielgerade geht. Das Ziel ist ebenfalls mit dem Halbmarathon identisch, dessen Streckenverlauf auf der Ostseite des Flusses eine große Runde durch den zentralen Teil Rigas bildet.
Der Meilenlauf wird vor dem Eingang zum Nationalen Kunstmuseum in Richtung Nordosten gestartet. Nach zwei Rechtskurven geht es in südwestlicher Richtung auf eine lange Zielgerade, die vor dem Freiheitsdenkmal im Park Brīvības bulvāris endet.

## Ergebnisse

### Männer

#### Meile
| Platz | Athlet           | Land | Zeit (min) |
| ----- | ---------------- | ---- | ---------- |
| 1     | Hobbs Kessler    | USA  | 3:56,13 WR |
| 2     | Callum Elson     | GBR  | 3:56,41 PB |
| 3     | Samuel Prakel    | USA  | 3:56,43 PB |
| 4     | Maël Gouyette    | FRA  | 3:56,57 PB |
| 5     | Kieran Lumb      | CAN  | 3:56,98 PB |
| 6     | Ryan Mphahlele   | RSA  | 3:57,35 PB |
| 7     | Giovanni Filippi | ITA  | 3:57,41 PB |
| 8     | Benoît Campion   | FRA  | 3:57,62 PB |

#### 5 km
| Platz | Athlet                   | Land | Zeit (min) |
| ----- | ------------------------ | ---- | ---------- |
| 1     | Hagos Gebrhiwet          | ETH  | 12:59 CR   |
| 2     | Yomif Kejelcha           | ETH  | 13:02      |
| 3     | Nicholas Kipkorir Kimeli | KEN  | 13:16 SB   |
| 4     | Dawit Seare              | ERI  | 13:21 PB   |
| 5     | Cornelius Kemboi         | KEN  | 13:24 PB   |
| 6     | Étienne Daguinos         | FRA  | 13:25 PB   |
| 7     | Morgan McDonald          | AUS  | 13:26 PB   |
| 8     | Awet Nftalem Kibrab      | NOR  | 13:28 =NR  |

#### Halbmarathon
| Platz | Athlet              | Land | Zeit (min/h) |
| ----- | ------------------- | ---- | ------------ |
| 1     | Sabastian Sawe      | KEN  | 0:59:10 CR   |
| 2     | Daniel Simiu Ebenyo | KEN  | 0:59:14 SB   |
| 3     | Samwel Nyamai Mailu | KEN  | 0:59:19 PB   |
| 4     | Jemal Yimer         | ETH  | 0:59:22      |
| 5     | Jimmy Gressier      | FRA  | 0:59:46 PB   |
| 6     | Thabang Mosiako     | RSA  | 0:59:52 PB   |
| 7     | Nibret Melak        | ETH  | 1:00:11      |
| 8     | Benard Kibet        | KEN  | 1:00:13      |

### Frauen

#### Meile
| Platz | Athletin              | Land | Zeit (min)   |
| ----- | --------------------- | ---- | ------------ |
| 1     | Diribe Welteji        | ETH  | 4:20,98 WRwo |
| 2     | Freweyni Hailu        | ETH  | 4:23,06 PB   |
| 3     | Faith Kipyegon        | KEN  | 4:24,13 PB   |
| 4     | Nelly Chepchirchir    | KEN  | 4:31,18 PB   |
| 5     | Jessica Hull          | AUS  | 4:32,45 PB   |
| 6     | Marta Pérez           | ESP  | 4:34,12 PB   |
| 7     | Bérénice Cleyet-Merle | FRA  | 4:34,41 PB   |
| 8     | Nozomi Tanaka         | JPN  | 4:35,32      |

#### 5 km
| Platz | Athletin               | Land | Zeit (min) |
| ----- | ---------------------- | ---- | ---------- |
| 1     | Beatrice Chebet        | KEN  | 14:35 CR   |
| 2     | Lilian Kasait Rengeruk | KEN  | 14:39 PB   |
| 3     | Ejgayehu Taye          | ETH  | 14:40 SB   |
| 4     | Medina Eisa            | ETH  | 14:41 PB   |
| 5     | Nadia Battocletti      | ITA  | 14:45 NR   |
| 6     | Joy Cheptoyek          | UGA  | 14:50 NR   |
| 7     | Weini Kelati           | USA  | 15:10 SB   |
| 8     | Verity Ockenden        | GBR  | 15:18 PB   |

#### Halbmarathon
| Platz | Athletin               | Land | Zeit (h)   |
| ----- | ---------------------- | ---- | ---------- |
| 1     | Peres Jepchirchir      | KEN  | 1:07:25 CR |
| 2     | Margaret Kipkemboi     | KEN  | 1:07:26    |
| 3     | Catherine Amanang’ole  | KEN  | 1:07:34    |
| 4     | Tsigie Gebreselama     | ETH  | 1:07:50    |
| 5     | Irine Jepchumba Kimais | KEN  | 1:08:02    |
| 6     | Ftaw Zeray             | ETH  | 1:08:31    |
| 7     | Calli Thackery         | GBR  | 1:08:56 PB |
| 8     | Rahma Tahiri           | MAR  | 1:09:19 PB |